# Elin Nilsen
Elin Nilsen (* 12. August 1968 in Mo i Rana) ist eine ehemalige norwegische Skilangläuferin, die von 1990 bis 2004 aktiv war.
Bei Olympischen Spielen und Weltmeisterschaften gewann sie insgesamt sechs Silber- und zwei Bronzemedaillen, alle mit der norwegischen Staffel. Zu einem Sieg reichte es nie. Ihr bestes Ergebnis in einem olympischen Einzelrennen war 1992 und 1998 jeweils der vierte Platz im 30-Kilometer-Rennen. Nilsens bestes Einzelergebnis in einem Weltmeisterschaftsrennen war 1999 der vierte Platz über 15 Kilometer.
Im Skilanglauf-Weltcup konnte Nilsen ebenfalls nie ein Einzelrennen gewinnen. In der Saison 1991/92 erreichte sie einen zweiten Platz und wurde Fünfte der Gesamtwertung. In der Saison 2001/02 startete sie im Skilanglauf-Marathon-Cup. Dabei gewann sie den Tartu Maraton und belegte den zweiten Platz beim Transjurassienne und erreichte den zweiten Platz in der Marathoncup-Gesamtwertung.
Elin Nilsen ist zudem die Rekordsiegerin des traditionellen norwegischen Volkslaufes Skarverennet. Den Wettkampf gewann sie insgesamt dreizehn Mal (1988–1992 und 1998–2006, 2003 abgebrochen) und setzte damit eine wohl unerreichbare Marke, zumal sie in acht nacheinander folgenden Ausgaben unbesiegt war.

## Erfolge

### Olympische Spiele
- 1992 in Albertville: Silber mit der Staffel
- 1994 in Lillehammer: Silber mit der Staffel
- 1998 in Nagano: Silber mit der Staffel

### Weltmeisterschaften
- 1991 im Val di Fiemme: Bronze mit der Staffel
- 1993 in Falun: Bronze mit der Staffel
- 1995 in Thunder Bay: Silber mit der Staffel
- 1997 in Trondheim: Silber mit der Staffel
- 2001 in Lahti: Silber mit der Staffel

### Weltcup-Gesamtplatzierungen
| Saison    | Gesamt | Gesamt | Langdistanz | Langdistanz | Sprint | Sprint |
| Saison    | Punkte | Platz  | Punkte      | Platz       | Punkte | Platz  |
| --------- | ------ | ------ | ----------- | ----------- | ------ | ------ |
| 1989/90   | 16     | 23.    | –           | –           | –      | -      |
| 1990/91   | 23     | 19.    | –           | –           | –      | -      |
| 1991/92   | 98     | 5.     | –           | –           | –      | -      |
| 1992/93   | 155    | 18.    | –           | –           | –      | -      |
| 1993/94   | 170    | 17.    | –           | –           | –      | -      |
| 1994/95   | 283    | 11.    | –           | –           | –      | -      |
| 1995/96   | –      | –      | –           | –           | –      | -      |
| 1996/97   | 203    | 14.    | 109         | 7.          | 58     | 27.    |
| 1997/98   | 214    | 13.    | 98          | 12.         | 116    | 16.    |
| 1998/99   | 264    | 14.    | 116         | 15.         | 133    | 19.    |
| 1999/2000 | 213    | 23.    | 82 117      | 14. 19. 1   | 14     | 46.    |
| 2000/01   | 95     | 37.    | –           | –           | –      | -      |
| 2001/02   | 96     | 39.    | –           | –           | –      | -      |